# Merrionette Park, Illinois
Merrionette Park là một làng thuộc quận Cook, tiểu bang Illinois, Hoa Kỳ. Năm 2010, dân số của làng này là 1900 người.

## Dân số
Dân số qua các năm:
- Năm 2000: 1999 người.
- Năm 2010: 1900 người.